# Johan August Sandels

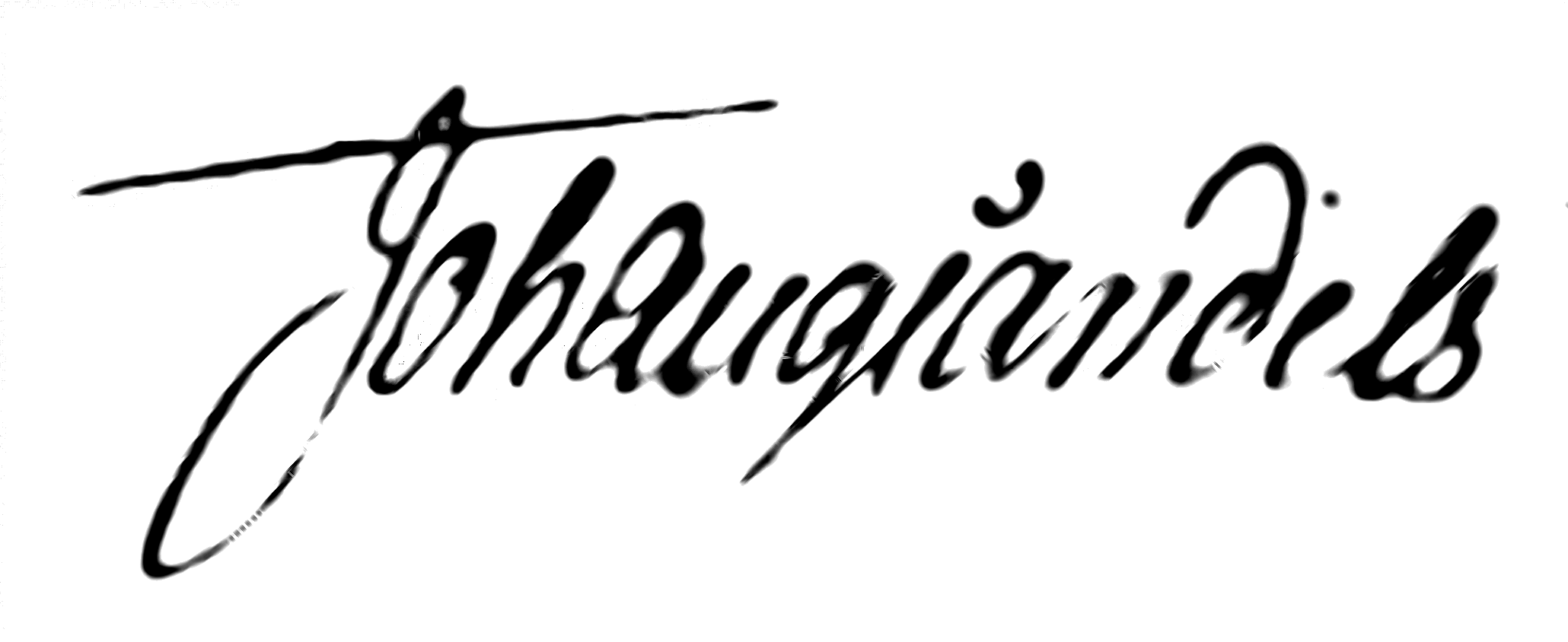
Firma

Johan August Sandels (Stoccolma, 31 agosto 1764 – 22 gennaio 1831) è stato un militare e politico svedese, nominato governatore della Norvegia (Riksståthållare in svedese, Rigsstatholder in dano-norvegese) nel 1818 e maresciallo di campo nel 1824. Fu anche over-governatore di Stoccolma nel 1815.

## Biografia
Il 27 ottobre 1808, nel corso della guerra di Finlandia (1808–1809), guidò le truppe svedesi alla vittoria nei confronti dei russi nella battaglia del ponte Virta. I suoi sottoposti erano il colonnello Fahlander ed i maggiori Malme e Joachim Zachris Duncker.
Questo ed altri eventi furono poi raccontati in una serie di poemi scritti da Johan Ludvig Runeberg. Il poema Runeberg racconta la storia di Sandels che festeggia mentre il nemico prepara un attacco. Sandels continua il pranzo e viene accusato di codardia, dopodiché si alza e va a combattere, respingendo il nemico e venendo acclamato dai propri uomini.
A Sandels è dedicata un'omonima birra spillata dal birrificio Olvi dal 1971. Storie divertenti riguardanti il colonnello Sandels (ed il suo amore per birra e cibo) sono stampate sul retro dell'etichetta.
Ricevette alcuni riconoscimenti per il proprio servizio, soprattutto sotto forma di terreni in quella che allora era la Pomerania svedese.
La nipote, Augusta Sandels, sposò Philipp zu Eulenburg, donando alcuni dei possedimenti della Pomerania alla famiglia Eulenburg ed ai loro discendenti. Alla coppia fu dato il titolo di conte, in aggiunta a quelli che già avevano.